# Jesenwang
Jesenwang è un comune tedesco di 1 526 abitanti, situato nel land della Baviera.